# Lennie Norman

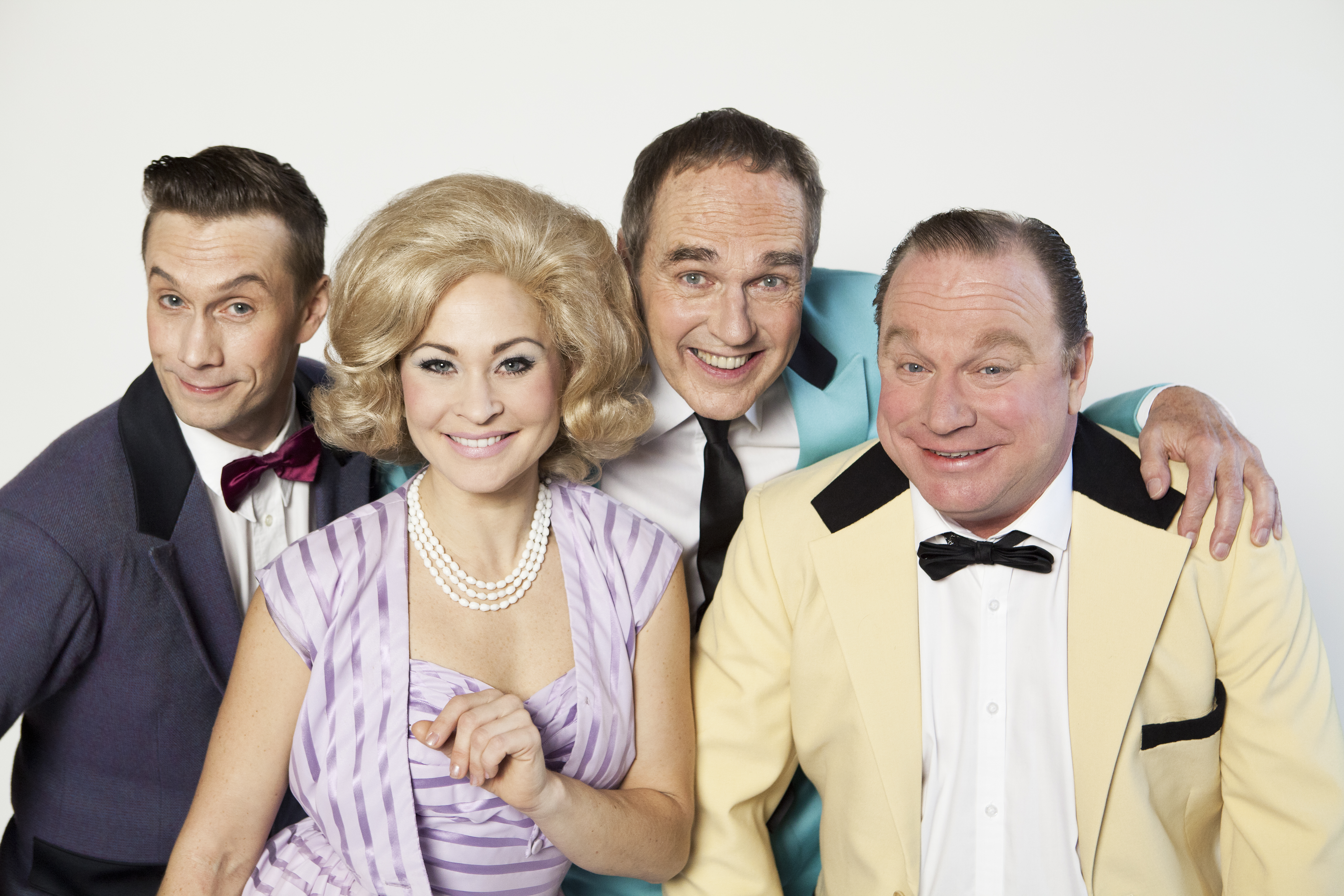
Lennie Norman (tredje från vänster i bild) i uppsättningen Från Parken till Vegas på Gunnebo slottsteater 2014 med skådespelarna Ola Forssmed, Hanna Lindblad och Claes Malmberg.

Lennie Rickard Charles Norman, född 4 december 1948 i Stockholm, är en svensk musiker (basist) och ståuppkomiker.

## Biografi
Lennie Norman har som basist ingått i fadern Charlie Normans trio och spelade redan på 1960-talet i olika popband.
Norman har senare främst varit verksam som ståuppkomiker och syntes som sådan runt 1990 i TV-programmet Stina med Sven. Åren 1996–2000 var han bisittare i Kanal 5-programmet Måndagsklubben. Senare har han samarbetat med Claes Malmberg som var en kollega i Måndagsklubben, bland annat i revyer på Gunnebo slottsteater.
Under 2018 var Norman aktuell med Gubbvarning Live!, hans första egna turné som komiker på 27 år. Den baserades på samma material som hans  Gubbvarning-böcker. Enligt teaterns reklam har de båda böckerna samt samlingsvolymen sålts i över 70 000 exemplar.
Charlie Norman fick sonen Lennie med Dagny Knutsson.